# Вортилон
Вортилони — профільовані елементи, призначені для покращення аеродинамічних якостей крила літака на відносно низьких швидкостях польоту.  Розміщуються симетрично, під обома консолями крила.

## Історія
Вортилон був винайдений аеродинаміками, що працюють у Douglas Aircraft, які раніше розробляв пілони двигуна для Douglas DC8. Початкові пілони, що обертали передню кромку крила, довелося обрізати, щоб зменшити надмірний опір крейсерського польоту. Випробування в аеродинамічній трубі наступного комерційного літака Douglas, Douglas DC9 , який не мав двигунів під крилом, показали, що скорочення пілона двигуна буде корисно для підйому крила і змиву вгору в хвостовій частині при низькій швидкості звалювання. Пілон був зменшений у розмірах і перетворився на вортилон (ВОРТ екс-генеруючий-р ІЛОН). 
Вортилони складаються з однієї або декількох плоских пластин, прикріплених до нижньої сторони крила поряд з його передньою кромкою, вирівняною у напрямку польоту. Коли швидкість знижується і є ризик звалювання, локальний потік на передній кромці відхиляється назовні; цей компонент швидкості по розмаху навколо вихору створює вихор, що обтікає верхню поверхню, збуджуючи прикордонний шар . Більш турбулентний прикордонний шар, своєю чергою, затримує зрив локального потоку.
Вортилони вперше були введені з McDonnell Douglas DC-9, щоб досягти сильного носа. момент тангажу нижче звичайного звалювання, та його вплив перестало надавати будь-який вплив поза кута атаки 30 градусів.
Вони використовувалися на наступних літаках, зокрема:
Rutan VariEze
Rutan Long-EZ
BAe 125 1000 серії
Hawker 800XP
Embraer ERJ 145
Learjet 45